# Enteromius anoplus

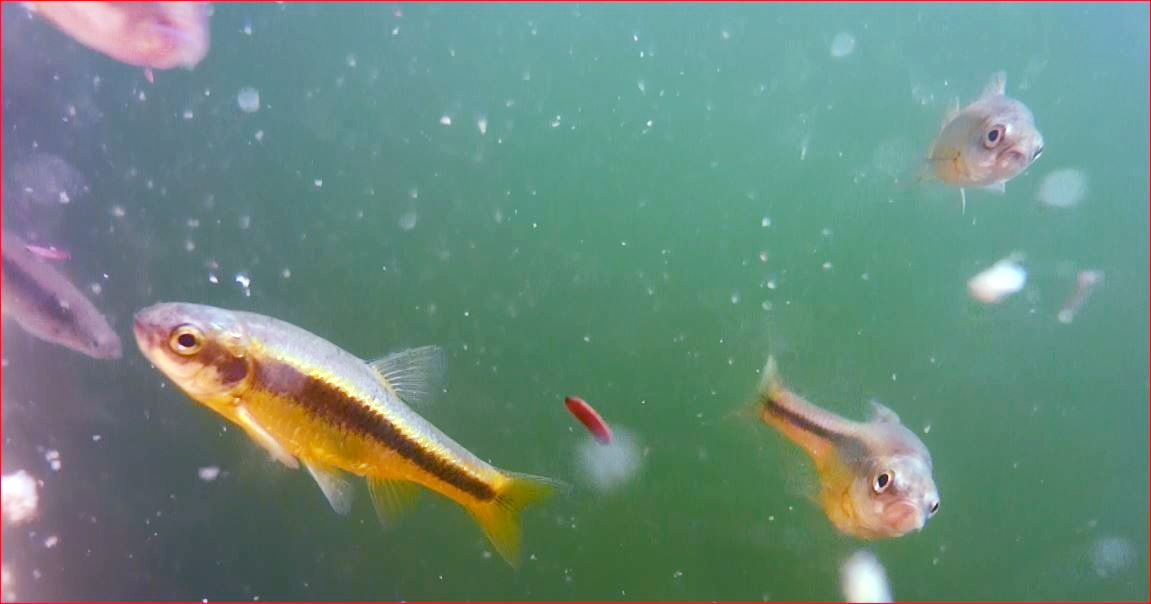
Hình ảnh của Enteromius anoplus

Enteromius anoplus là tên của một loài cá vây tia sống ở nước ngọt thuộc chi Enteromius. Chúng thường xuất hiện khắp Nam Mĩ ở nhiều môi trường nước khác nhau. Enteromius anoplus có hai mùa sinh sản nên số lượng của chúng rất nhiều để bù cho tuổi thọ ngắn của chúng.

## Phân loại
Con cái của loài này thì có kích thước là 120 mm, lớn hơn con đực (chỉ 100 mm). Đầu của nó tròn, miệng nhỏ, một số ít râu của nó kéo dài xuống miệng. Trong suốt thời gian sinh sản, con đực chuyển sang màu vàng sáng để thu hút bạn tình. Còn lại thì dù giới tính nào cũng chỉ có riêng một màu là xám xanh trên lưng và vây đuôi có 1 đốm đen.

## Phân bố và môi trường sống
Loài này sinh sống ở khắp những con sông của Highveld đến KwaZulu-Natal, trước đây là Transkei và trừ phần hạ nguồn sông Orange. Ngoài ra, người ta còn đánh bắt được chúng ở những con sông lớn của mũi Tây và Đông.
Chúng thích nước có nhiệt độ thấp và sống ở nhiều môi trường khác nhau, từ hồ lớn đến sông, thậm chí là cả suối. Chúng thích trú ở những nơi có bóng mát, chẳng hạn như dưới những cây đổ. Chúng có hai mùa sinh sản, từ tháng 11 đến 1 năm sau và từ tháng 2 đến tháng 3. Chính vì như vậy nên người ta tin chúng có mặt ở khắp Nam Mĩ.
Con cái đẻ trứng trên những cây thủy sinh và sau đó trong 3 ngày trứng sẽ nở ra rồi bơi đi. Từ 6 đến 7 sau khi nở, chúng bắt đầu kiếm ăn. Một năm sau thì trưởng thành. Hầu hết con đực chỉ sống 2 năm, còn con cái có thể lên đến 3 năm. Loài cá này là động vật ăn tạp nên thức ăn của nó là côn trùng, tảo xanh, tảo silic và vi sinh vật. Enteromius anoplus còn tự mình biến thành thức ăn cho chim và các loài cá lớn hơn.